# راجر گیبیس
راجر گیبیس (انگلیسی: Roger Gibbins؛ زادهٔ ۶ سپتامبر ۱۹۵۵) بازیکن فوتبال اهل بریتانیا است.
از باشگاه‌هایی که در آن بازی کرده‌است می‌توان به باشگاه فوتبال کمبریج یونایتد، باشگاه فوتبال نیوپورت کانتی، باشگاه فوتبال تورکی یونایتد، باشگاه فوتبال تاتنهام هاتسپر، باشگاه فوتبال سوانزی سیتی، باشگاه فوتبال آکسفورد یونایتد، باشگاه فوتبال وستون سوپر مار، باشگاه فوتبال نوریچ سیتی، و باشگاه فوتبال کاردیف سیتی اشاره کرد.